# Lesche
Lesche var i det forntida Grekland ursprungligen en gravnisch eller dyklikt senare en ofta halliknande byggnad för sammankonster, stadshus, rådhus och även värdshus.
Lesche var ofta praktfullt utsmyckade, en berömd sådan var knidernas lesche i Delfi, prydd med målningar av Polygnotos.